# Bistum Geraldton
Das Bistum Geraldton (lateinisch Dioecesis Geraldtonensis, englisch Diocese of Geraldton) ist eine in Australien gelegene römisch-katholische Diözese mit Sitz in Geraldton.

## Geschichte
Es wurde am 30. Januar 1898 aus Gebieten des Erzbistums Perth begründet, dem es heute als Suffragandiözese untersteht.

## Ordinarien
- William Bernard Kelly (1898–1921)
- Richard Ryan CM (1923–1926), dann Bischof von Sale
- James Patrick O’Collins (1930–1941), dann Bischof von Ballarat
- Alfred Joseph Gummer (1942–1962)
- Francis Xavier Thomas (1962–1981)
- William Joseph Foley (1981–1983), dann Erzbischof von Perth
- Barry Hickey (1984–1991), dann Erzbischof von Perth
- Justin Bianchini (1992–2017)
- Michael Morrissey (seit 2017)